# O le Ao o le Malo
'O le Ao o le Malo titula je koju nosi državni poglavar Nezavisne Države Samoe, a koja u slobodnom prijevodu znači 'poglavica vlade' (ao je na samoanskom titula koja je općenito rezervirana za poglavice, dok malo znači 'vlada').

## Dužnosti
O le Ao o le Malo ima uglavnom ceremonijalne dužnosti, dok stvarnu vlast vrši samoanski premijer. Stjecanjem neovisnosti 1962. godine imenovana su dva doživotna o le Ao o le Malo — Malietoa Tanumafili II. (4. siječnja 1913. – 11. svibnja 2007.) i Tupua Tamasese Mea'ole (1905. – 1963.). Nakon smrti Tupua Tamasesea Mea'olea 1963. godine, Malietoa Tanumafili nastavio je obnašati dužnost, sve do svoje smrti 2007. godine. Njegov nasljednik je Tupua Tamasese Tupuola Tufuga Efi, kojeg je 16. lipnja 2007. izabrala samoanska Zakonodavna skupština, koja se naziva Fono, na vrijeme od pet godina. Ponovno je izabran 2012. godine. Naslijedio ga je 2017. godine Va'aletoa Sualauvi II.

## Dvojbe oko statusa
Postoje određene nesigurnosti i prijepori oko tog trebali li se o le Ao o le Malo smatrati predsjednikom s ceremonijalnim dužnostima (kakav ima položaj u većini parlamentarnih republika) ili monarhom. U prilog tezi, da ga se treba smatrati predsjednikom leže činjenice, da će se od sada obnašatelji te dužnosti birati na vrijeme od pet godina iz naroda, da će ga moći smijeniti parlament koji će ga i izabrati, ali i da nedostaju stilovi i forme koje su karakteristične za monarhije. S druge pak strane, u prilog tezi da se radi o monarhu leže činjenice, da su dosadašnji obnašatelji dužnost obavljali doživotno, da su bili iz redova tradicionalnog samoanskog plemstva te da su se oslovljavali s Vaša visosti, način koji je rezerviran isključivo za monarhe. Prema jednom shvaćanju Samoa je bila monarhija po svom obliku vladavine za vrijeme Malietoa Tanumafilia, koja je prestala nakon njegove smrti. Ustav Samoe ne definira da li je država po obliku vladavine republika ili monarhija, ali najprecizniji opis državnog uređenja bio bi aristokratska repbublika. Kad se pisao Ustav postojala su očekivanja da će budući šefovi dražave biti iz redova vrhovnih poglavica, međutim, danas nema pravne osnove za takva očekivanja. Država se danas ispravno treba smatrati republikom.

## Vanjske poveznice
- Ured državnog poglavara Nezavisne Države Samoe